# Bazilika stolnica Notre-Dame v Sajgonu
Bazilika stolnica Notre-Dame v Sajgonu (vietnamsko Vương cung thánh đường Chính tòa Đức Bà Sài Gòn ali Nhà thờ Đờ Đức Bà Sài Gòn; francosko Basilique-Cathédrale Notre-Dame de Saïgon), uradno Stolnica bazilika Marije brezmadežnega spočetja (vietnamsko Vương cung thánh đường Chính tòa Đức Mẹ Vô nhiễm Nguyên tội; francosko Basilique-Cathédrale Notre-Dame de l'Immaculée Conception) je stolnica v središču mesta Hošiminh (nekdanji Sajgon) v Vietnamu. Stolnico so ustanovili francoski kolonisti, ki so jo sprva poimenovali Sajgonska cerkev (francosko l'Eglise de Saïgon). Stolnica je bila zgrajena med letoma 1863 in 1880. Ime Stolnica Notre-Dame se uporablja od leta 1959. Ima dva zvonika, ki segata do višina 58 metrov.

## Zgodovina
Po francoski osvojitvi Kočinčine in Sajgona je Rimskokatoliška cerkev ustanovila skupnost in verske službe za francoske kolonialiste. Prva cerkev je bila zgrajena na današnji ulici Ngo Duc Ke, vendar je bila premajhna. Škof Lefevre se je odločil zgraditi večjo cerkev. Tako se je leta 1863 admiral Bonard odločil zgraditi leseno cerkev na bregu kanala Charner (Kinh Lớn). Lefevre je položil prvi kamen za gradnjo cerkve 28. marca 1863. Gradnja je bila dokončana dve leti kasneje in se je imenovala Sajgonska cerkev. Ko so leseno cerkev poškodovali termiti, so vse cerkvene službe potekale v sobi za goste francoske guvernerjeve palače, ki se je spremenila v semenišče, dokler ni bila dokončana stolnica Notre-Dame.
Po projektnem natečaju so bile sprejete ponudbe za gradnjo. Uspel je J. Bourard in postal nadzornik gradenj.
Prvotno so bile predvidene tri lokacije za gradnjo:
- Na mestu nekdanje testne šole (danes je to na vogalu bulvarja Le Duan in ulice Hai Ba Trung).
- Na Kinh Lonu (zdaj Nguyễn Huệ Boulevard)
- Na sedanjem mestu, kjer stoji stolnica.

Ves gradbeni material je bil uvožen iz Francije. Zunanja stena stolnice je bila zgrajena z opeko iz Toulousa. Čeprav izvajalec ni uporabil prekritega betona, je ta opeka ohranila svojo živo rdečo barvo.
7. oktobra 1877 je škof Izidor Colombert na otvoritveni slovesnosti položil prvi kamen. Gradnja stolnice je trajala tri leta. Na veliko noč, 11. aprila 1880, sta bila v prisotnosti guvernerja Kočinčine Charlesa Le Myre de Vilersa slovesno organizirana blagoslovitev in obred zaključka. Vidna je granitna plošča znotraj glavnih vhodnih vrat, ki spominja na datume začetka in zaključka ter ime oblikovalca. Skupni stroški so znašali 2.500.000 francoskih frankov (nominalna cena od sredine do konca 19. stoletja). Sprva se je stolnica zaradi vira gradbenih sredstev imenovala Državna stolnica.
Leta 1895 so k stolnici dodali dva zvonika, vsak visok 57,6 m, s šestimi bronastimi zvonovi s skupno težo 28,85 ton. Križi so bili nameščeni na vrhu vsakega stolpa, visokega 3,5 m, širokega 2 m in težkega 600 kg. Skupna višina stolnice do vrha križa je 60,5 m.
V cvetličnem vrtu pred stolnico je bil bronasti kip Pigneau de Behaine (imenovan tudi škof Adran), ki vodi princa Cảnha, sina cesarja Gia Longa s svojo desno roko. Kip je bil narejen v Franciji. Leta 1945 so kip odstranili, temelj pa je ostal.
Leta 1959 se je škof Joseph Pham Van Thien, čigar jurisdikcija je vključevala župnijo Sajgon, udeležil marijanskega kongresa v Vatikanu in v Rimu naročil kip Naše Gospe miru iz granita. Ko je kip 16. februarja 1959 prispel v Sajgon, je škof Pham Van Thien organiziral slovesnost ob namestitvi kipa na prazen podstavek in mu podelil naziv Regina Pacis. To je bil isti škof, ki je napisal molitve »Notre-Dame blagoslovi mir Vietnamu«. Naslednji dan je iz Rima prišel kardinal Agagianian, da bi vodil zaključno slovesnost marijanskega kongresa in slovesnost za kip. Od takrat se je cerkev imenovala stolnica Notre-Dame.
Leta 1960 je papež Janez XXIII. ustanovil rimskokatoliške škofije v Vietnamu in dodelil nadškofe v Hanoj, Huế in Sajgon. Stolnico so poimenovali Sajgonska glavna stolnica. Leta 1962 je papež Janez XXIII. mazilil glavno stolnico v Sajgonu in ji podelil status bazilike. Od takrat se je ta stolnica imenovala bazilika stolnica Saigon Notre-Dame.

### 21. stoletje
Oktobra 2005 so poročali, da je kip točil solze, kar je privabilo na tisoče ljudi in prisililo oblasti, da ustavijo promet okoli stolnice. Vendar vrh duhovščine katoliške cerkve v Vietnamu ni mogel potrditi, da je kip Device Marije pred stolnico točil solze, vendar to ni razgnalo množice, ki se je nekaj dni po incidentu zgrinjala k kipu. Prijavljena "solza" je tekla po desnem licu obraza kipa.

## Značilnosti

### Material
Med gradnjo se vsi gradbeni materiali od cementa, jekla do vijakov pripeljali iz Francije. Zunanjost stavbe je izdelana iz opeke, izdelane v Marseillu, gole, neometane, neprašne in še vedno živo rožnate barve. Nekatere ploščice v cerkvi imajo napis Guichard Carvin, Marseille St André France (verjetno kraj, kjer so izdelovali to vrsto ploščic), na nekaterih ploščicah je vrezan napis Wang-Tai Saigon. Sajgon je zamenjal polomljene ploščice med drugo svetovno vojno zaradi zavezniških zračnih napadov. Celotna stolnica ima 56 vitražev podjetja Lorin iz Chartresa (Francija).

### Oblikovanje
Temelji stolnice so posebej zasnovani tako, da prenesejo 10-krat večjo obremenitev kot celotna arhitektura cerkve nad njo. In zelo posebna stvar je, da cerkev nima ograje ali zidu kot cerkve okoli Sajgona - Gia Dinh nekoč in danes.

### Notranjost cerkve
Notranjost stolnice je zasnovana kot enoladijska, stranski dve sta le vrsta kapel. Celotna dolžina stolnice je 93 m. Širina najširšega mesta je 35 m. Višina kupole stolnice je 21 m. Kapaciteta stolnice lahko doseže 1200 ljudi.
Notranjost stolnice ima dva glavna pravokotna stebra, po šest na vsaki strani predstavlja 12 apostolov. Oltar Svete palače je izdelan iz monolitnega marmorja s podobo šestih angelov, vklesanih neposredno v kamniti blok, ki podpira oltar, podstavek je razdeljen na tri celice, vsaka je skulptura, ki prikazuje relikvijo. Takoj za glavnim stebrom je hodnik, nato pa je veliko majhnih kapelic z oltarji svetnikom (več kot 20 oltarjev) in 14 oltarjev križevega pota iz nežnega belega kamna.
Na steni je vidno okrašenih 56 vitražnih oken, ki prikazujejo svetopisemske osebe ali dogodke, 31 okroglih figur vrtnic, 25 večbarvnih steklenih oken v obliki bikovega očesa v kombinaciji z zelo lepimi podobami. Vse linije, robovi in vzorci so v skladu z rimskimi in gotskimi oblikami, dostojanstveni in elegantni. Vendar pa so od teh 56 steklenih oken samo štiri še vedno nedotaknjena, medtem ko so bila druga predelana okoli leta 1949, da bi nadomestila originalne vitraže cerkve, ki so bili uničeni, skoraj popolnoma uničeni med drugo  svetovno vojno.
Na zatrepu desnega vhoda so napisi s kitajskimi pismenkami: Thiên Chúa Thánh Đường Đại Đức (Božja cerkev, polna milosti), Thánh Mẫu Dịch Hạo Nguyên (Mati Brezmadežnega spočetja), besede pa se nanašajo na leto, ko je bila cerkev ustanovljena, slovesno odprta leta 1880. Notranjost stolnice je ponoči osvetljena z elektriko (brez uporabe sveč) od njene otvoritve. Podnevi odlična zasnova osvetlitve v harmoniji z notranjostjo ustvarja mehko svetlobo v notranjosti stolnice, kar ustvarja občutek miru in svetosti.
Tik nad glavnimi vrati je »varuh« z orglami, enim od dveh najstarejših instrumentov v današnjem Vietnamu. To glasbilo so ročno izdelali tuji strokovnjaki, posebej zasnovano tako, da je zvok dovolj močan, da ga sliši vsa cerkev, ni niti majhen niti hrupen. Telo je visoko približno 3 m, široko 4 m in dolgo približno 2 m ter vsebuje aluminijaste cevi s premerom približno en palec. Trenutno so orgle popolnoma pokvarjene zaradi termitov, ki so uničili les klaviature.

### Zvonik
Sprva sta bila dva zvonika visoka 36,6 m, brez strehe in le z ozkim stopniščem, širokim okoli 40 cm. Notranjost zvonika je zelo temna in tla so rahlo obložena z majhnimi kosi lesa da se vidi v globino. Leta 1895 je stolnica zgradila še dva zvonika, ki sta pokrita z 21 m visoko kapo, po načrtu arhitekta Gardesa skupaj 57 m visok. Na dveh zvonikih visi skupaj šest zvonov s šestimi toni. Ta komplet zvonov je bil izdelan v Franciji in pripeljan v Sajgon leta 1879. Če pogledamo od zunaj, na desnem stolpu visijo 4 zvonovi (sol, do, re, mi); Na stolpu na levi visita 2 zvonova (la, si). Na sprednji strani vsakega zvona so zelo nežni motivi. Skupna teža zvonov je 27.055 kg oziroma približno 27 ton, če upoštevamo sistem protiuteži (1840 kg), ki je nameščen na vsakem zvonu, bo skupna teža zvona 28.895 kg.
- Vitraji podjetja Lorin iz Chartresa

## Prenove
Od izgradnje je bila ta cerkev trikrat obnovljena. Prva obnova je bila gradnja dodatnih cinkanih streh za dva zvonika cerkve leta 1895. Drugič leta 1903 so olepšali fasado cerkve, dodali cvetlični vrt in kip Ba Da Loca. Tretjič je bila postavitev kipa Gospe miru leta 1959.
Do leta 2015 se je nadškofija mesta Hošiminh odločila izvesti obnovo stolnice Notre Dame v Saigonu, ki se je uradno začela 29. junija 2017 (ob prazniku svetih apostolov Petra in Pavla) in bo traja več let, po prvotnih načrtih pa naj bi bil dokončan do konca leta 2019 ali sredine leta 2020  z ocenjenimi stroški 200 milijard VND (april 2018).
Ob božiču 2018 je oče Ho Van Xuan, generalni predstavnik nadškofije mesta Hošiminh, predlagal predsedniku mestnega ljudskega odbora Nguyen Thanh Phonga. G. Phong se je strinjal in naročil Nadškofovemu dvoru, naj stopi v stik z Ministrstvom za gradbeništvo, da pojasni in dopolni čas za obnovo dela, kot je predpisano.
- Cerkev ponoči
- Gospejina kapela
- Vitražni okni, ki prikazujeta prizor nadangela v boju s hudičem
- Kip Gospe miru na trgu Pariške komune
- Stranski transept
- Zadnja stran cerkve
- Rdeča opečnata barva cerkvenega zidu